# Мальдівська ліга
Мальдівська ліга (мальд. ދިވެހި ލީގް, англ. Dhivehi League) — найвища футбольна ліга Мальдівських островів, що існувала з 2000 по 2014 рік і була замінена на Прем'єр-лігу Мальдів.

## Історія
Мальдівська ліга була заснована 2000 року. До того проводилась низка різноманітних регіональних турнірів на різних островах. Найтитулованішою командою нового турніру став «Клаб Валенсія», що п'ять разів вигравав національний чемпіонат, причому чотири з них — поспіль (2001—2004).
З 2015 року чемпіонат було замінено на Прем'єр-лігу Мальдів.

## Формат
У турнірі виступало 8 клубів, які грали у три кола за круговою системою. При цьому у третьому колі тільки шість найкращих команд брали участь, а дві найгірші команди грали груповий плей-оф на чотири команди з двома кращими клубами Другого дивізіону за право участі на наступний сезон у вищому дивізіоні.

## Переможці
- 2000: Вікторі
- 2001: Клаб Валенсія
- 2002: Клаб Валенсія
- 2003: Клаб Валенсія
- 2004: Клаб Валенсія
- 2005: Хуррія
- 2006: Нью Радіант
- 2007: Вікторі
- 2008: Клаб Валенсія
- 2009: ВБ
- 2010: ВБ
- 2011: ВБ
- 2012: Нью Радіант
- 2013: Нью Радіант
- 2014: Нью Радіант